# Час сновидінь
Час сновидінь (англ. Dreamtime, в австралійських мовах Malchera, Alcheringa, Mura-mura, Tjukurrpa) — уявлення з австралійської міфології. Час сновидінь — це опис періоду перед створенням Землі, коли ще не існувало фізичного, матеріального світу.
Більшість племен австралійських аборигенів вважають, що всі живі істоти на Землі взаємопов'язані і складають одну велику систему, яка походить безпосередньо від їхніх духовних предків з Часу сну. За словами аборигенів, кожне явище лишає по собі фізичний слід, і увесь матеріальний світ є творивом метафізичних сутностей.
Час сновидінь, згідно поглядів австралійських аборигенів, все ще існує за межами видимого світу — у ньому перебувають померлі і ті, хто ще не народився, а живі можуть дістатися туди, або поспілкуватися з мешкаючими там духами, за допомогою відповідних магічних обрядів.
Міфи, що описують «Час сновидінь», є найдавнішими усними оповіданнями панавстралійської міфології. Припускають [хто?], що це одна зі споконвічних австралійських легенд, котра існує вже понад 50 000 років.